# Golo Mann
Golo Mann, rodným jménem Angelus Gottfried Thomas Mann (27. březen 1909, Mnichov – 7. duben 1994, Leverkusen) byl německý historik a esejista, syn spisovatele Thomase Manna. Narodil se jako bavorský Němec, od roku 1936 měl československé občanství, od roku 1943 americké, od roku 1968 švýcarské. Roku 1976 se stal občanem Německé spolkové republiky.

## Život
Narodil se v početné a silně intelektuálské rodině se dvěma staršími a třemi mladšími sourozenci. Studoval klasické gymnázium v Mnichově jako průměrný student se zálibou v latině, historii a recitaci, kterou pěstoval až do smrti. Roku 1923 se zapsal do internátní školy Salem blízko Bodamského jezera a odešel z domova. V roce 1925 ho však přepadl záchvat melancholie a osobní krize. Roku 1927 začal studovat v Mnichově práva, o rok později přešel na historii a filosofii do Berlína a léto 1928 strávil v Paříži, aby se naučil francouzsky. Na jaře 1929 se zapsal na univerzitu v Heidelbergu, kde byl mezi jeho učiteli také Karl Jaspers a kde roku 1932 promoval prací o Hegelovi.
Chtěl pokračovat ve studiu v Hamburku a v Göttingenu, jenže politický vývoj v Německu začal ohrožovat jeho otce a postupně celou rodinu. Rodiče se usadili v Curychu a Golo odešel do Francie, na École normale supérieure v St Cloud, kde byl od listopadu 1933 po dva roky lektorem němčiny. Roku 1935 přijal pozvání na univerzitu v Remeši, kde byl jmenován profesorem němčiny. Roku 1936 byla rodina zbavena německého občanství a dostala sice československé, praktické naděje z toho však neplynuly. V letech 1937–1940 vedl Golo časopis Maß und Wert.
V roce 1939 navštívil svého otce, který přednášel v Princetonu, a po návratu chtěl vstoupit do československé armády ve Francii. Při přechodu hranic však byl zatčen a uvězněn ve francouzském táboře u Aix-en-Provence, odkud se mu podařilo v září 1940 uprchnout. Společně se strýcem Heinrichem Mannem a jeho ženou, s Almou Mahler-Werfelovou a Franzem Werfelem se přes Pyreneje a Španělsko dostali do Lisabonu a odtud do USA. Žil zprvu v Kalifornii, až roku 1942 se stal profesorem v Michiganu. Společně s bratrem Klausem vstoupil 1943 do americké armády, kde působil jako zpravodajský důstojník a překladatel, později pracoval pro spojenecké vysílání v němčině.
Po válce komentoval Norimberský proces a v letech 1948-1956 učil historii na střední škole v Kalifornii. Později na to vzpomínal jako na "šťastná léta", ale silně si stěžoval na nezájem studentů. Léta 1956-1957 strávil opět u Bodamského jezera psaním dvoudílných Německých dějin 19. a 20. století, roku 1971 poprvé vyšla monografie o jeho zvláštním oblíbenci Albrechtovi z Valdštejna, což je vedle "Německých dějin" jeho druhá nejvíce ceněná kniha. Od roku 1958 byl hostujícím profesorem v Münsteru a od roku 1960 profesorem politologie ve Stuttgartu, ale roku 1963 resignoval, protože měl dojem, že jeho přednášky nemají žádný smysl.
Politicky nejprve podporoval kancléře Adenauera, že se snaží o těsnou spolupráci s Francií a s USA. Vytýkal mu však nezájem o východní Německo, a proto začal podporovat "východní politiku" kancléře Willy Brandta. Události roku 1968, zejména studentské bouře, ho silně znepokojily a pokládal je za vážné ohrožení demokracie. Proto roku 1980 podporoval konzervativního Franze Josefa Strausse.
Získal Goethovu cenu za rok 1985 a v roce 1988 čestný doktorát univerzity v anglickém Bathu.